# Mitterkaiser
Le Mitterkaiser est une montagne qui s’élève à 2 011 m d’altitude dans le Kaisergebirge, en Autriche.